# Stat succesor

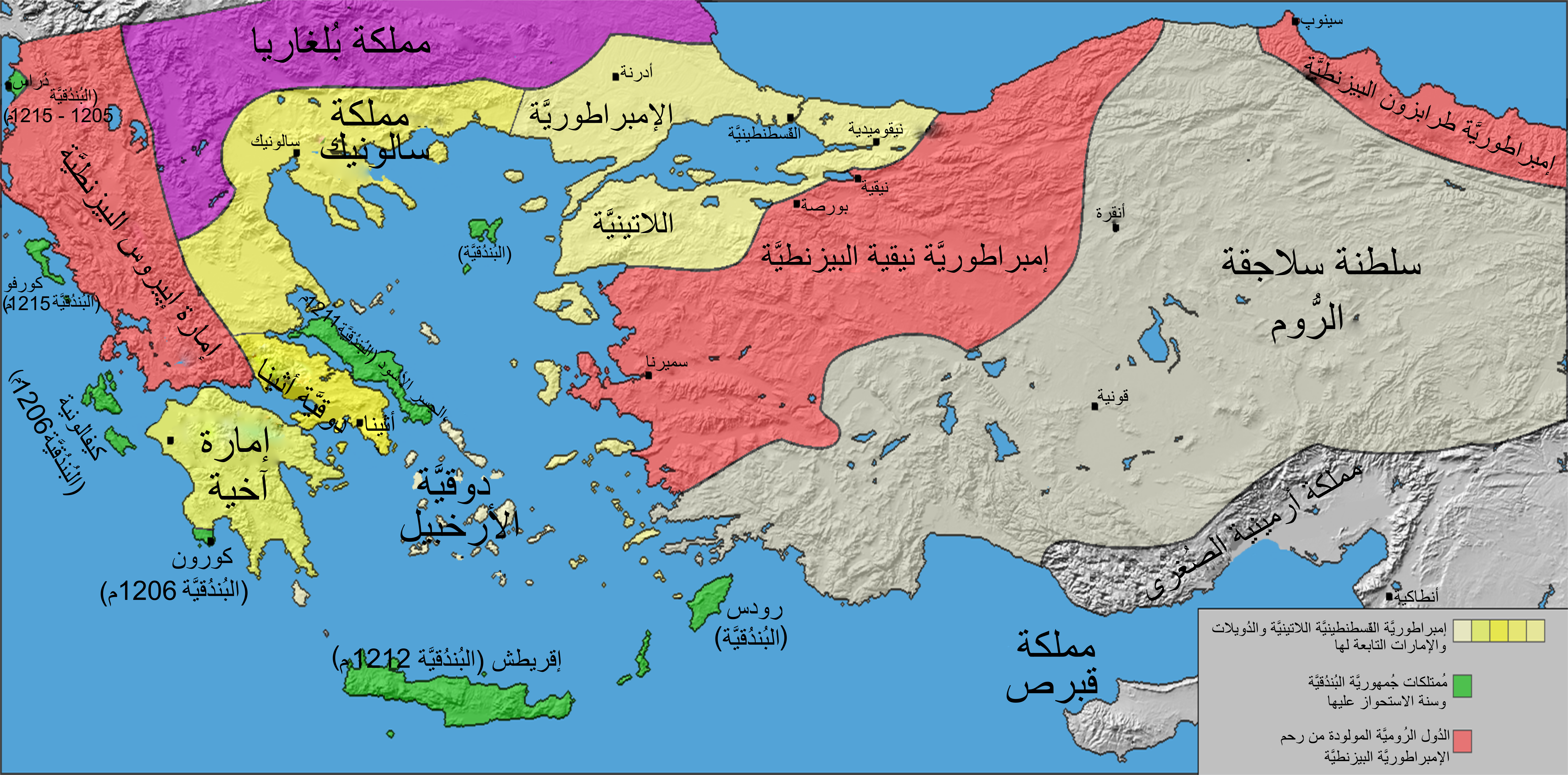
Harta arabă a Imperiului Latin

Statul succesor este un stat care preia o parte a teritoriului și averii unui stat recunoscut internațional (stat predecesor, care a existat până în momentul succesiunii. Ca termen de drept internațional, acest concept este discutat în cadrul teoriei statelor succesoare.
Într-un context larg, statul succesor se aplică în cazuri în care conceptul dreptului internațional ar fi nepotrivit. De exemplu, în istoria universală sau în istoria comparată. Arnold J. Toynbee folosea conceptul pentru descrierea fragmentelor unui imperiu (zis și stat universal), astfel încât termenul poate fi aplicat atât regatelor înființate de generalii lui Alexandru Macedon pe ruinele imperiului elenistic al acestuia din urmă, dar și unei țări precum Belarusul, succesorul modern al defunctei URSS, deși, din punct de vedere juridic, numai Federația Rusă poate fi considerat stat succesor al Uniunii Sovietice. 
De aceea, există mai multe conotații posibile ale termenului stat succesor, funcție de continuitatea statală implicată.
- Dreptul internațional implică legături, drepturi și recunoașteri legale ale legitimității pretențiilor la succesiune, dar și continuitatea în respectarea obligațiilor asumate prin tratate, ca și în ceea ce privește statutul cetățeniei persoanelor care, în lipsa acestor legături și recunoașteri, ar deveni persoane apatride.
- Continuitatea culturală este obligatorie în concepția lui Toynbee.
- Ca un termen organizațional mai larg folosit de istorici, succesiunea implică doar o legătură credibilă de origine în arborele genealogic al grupului de conducători. Nu mai este nevoie, prin această abordare, de o moștenire specifică dincolo de stăpânirea fizică.

### Exemple
- Imperiul German – Republica de la Weimar – Al treilea Reich (și, cu anumite limite, Republica Federală Germania);
- Imperiul Rus – Uniunea Sovietică – Federația Rusă;
- Țara Românească - România
- Republica Federală Iugoslavia – Serbia și Muntenegru – Serbia;
- Imperiul Ming – Imperiul Qing –  Republica China – Republica Populară Chineză;
- Imperiul Roman – Imperiul Bizantin;
- Imperiul Otoman – Republica Turcia;
- A Treia Republică Franceză – Guvernul Provizoriu al Republicii Franceze – A Patra Republică Franceză – A Cincea Republică Franceză;
- Anglia și Țara Galilor – Regatul Marii Britanii – Regatul Unit al Marii Britanii și Irlandei – Regatul Unit al Marii Britanii și Irlandei de Nord;
- Imperiul Elenistic al lui Alexandru Macedon – regatele Ptolemeic, Selgiucid, Attalid și Antigonid;
- Imperiul Mongol – Hoarda de Aur (Hoarda Albastră și Hoarda Albă), Dinastia Yuan, Hanatul Chagatai și Ilhanatul.
- Hoarda de Aur – Hanatul Crimeii, Hoarda Nogai, Hoarda Astrahanului, Hoarda Kazanului, Hanatul Qasim și Hanatul Siberian.
- HANATUL lui chagatai-hanatul transaxasnoiei, mogulistan